# Hampshire
Hampshire (historický název Southamptonshire nebo Hamptonshire) je hrabství na jižním pobřeží Anglie. Sousedí s hrabstvími Dorset, Wiltshire, Berkshire, Surrey a West Sussex. Správním střediskem je Winchester.

## Historie
Území bylo osídleno již v neolitu. Po ovládnutí Anglie Normany využívali normanští králové tuto oblast k lovu. V Domesday Book je hrabství rozděleno na 44 setnin, později zredukováno na 37: Alton, Andover, Barmanstip, Barton Stacy, Basingstoke, Bedbridge, Bondsborough, Bosmere, Buddlesgate, Christchurch, Chutely, Crondall, East Mean, Evinger, Fawley, Finchdean, Fordingbridge, Hambledon, Heling, Holdsett, Kings Somborn, Kingsclear, Mansbridge, Meanstoke, Micheldever, New Forest, Odiham, Overton, Pastrow, Portsdown, Ringwood, Shelbourn, Sutton, Thorngate, Titchfield, Waltham a Wherwell.

## Administrativní členění
Hrabství se dělí na 13 distriktů:
1. Gosport
2. Fareham
3. Winchester
4. Havant
5. East Hampshire
6. Hart
7. Rushmoor
8. Basingstoke and Deane
9. Test Valley
10. Eastleigh
11. New Forest
12. Southampton (unitary authority)
13. Portsmouth (unitary authority)

## Ekonomika
Hrubý domácí produkt hrabství činil roku 2005 32,3 miliard liber. Míra nezaměstnanosti byl nižší než národní průměr.

## Největší města
- Southampton
- Portsmouth
- Basingstoke
- Gosport
- Waterlooville
- Aldershot
- Farnborough
- Fareham/Portchester
- Eastleigh
- Andover
- Havant
- Winchester
- Fleet